# ویتو آنتوئوفرمو
ویتو آنتوئوفرمو (ایتالیایی: Vito Antuofermo; تلفظ ایتالیایی: [anˌtwɔˈfermo]؛ زادهٔ ۹ فوریهٔ ۱۹۵۳) یک هنرپیشه و بوکسور آمریکایی-ایتالیایی است که پیش‌تر قهرمان بلامنازع بوکس میان‌وزن جهان بود.
از فیلم‌هایی که وی در آن‌ها نقش داشته است، می‌توان به پدرخوانده: قسمت سوم، رفقای خوب و آشپزخانه جهنم اشاره نمود.